# Пёстрый ясеневый лубоед
Пёстрый ясеневый лубоед, также Малый ясеневый лубоед (лат. Hylesinus fraxini) — вид жуков-долгоносиков из подсемейства короедов. Распространён в Европе, на Кавказе и южном Урале.
Длина тела взрослых насекомых 2,5—3,5 мм. Тело овальное, чёрное, с бурыми надкрыльями и красно-бурыми усиками и лапками. Жуки покрыты светлыми чешуйками, которые образуют на переднеспинке и надкрыльях пёстрый, мраморный узор.
Обитают в парках, садах и ясеневых насаждениях, где поражает ясень обыкновенный, сирень обыкновенную, дубы (дуб черешчатый, дуб понтийский и некоторые другие), бук европейский, бук восточный, маслины, яблони, груши, акации, грецкий орех, клён остролистный, клён полевой, клён белый, лещину обыкновенную, граб обыкновенный. Может наносить вред парковому хозяйству и декоративному садоводству, иногда существенный.